# Марія Алуко Єнтунде
Марія Алуко Єнтунде (англ. Maria Aluko Entunde; нар. 26 грудня 1995) — нігерійська футболістка, нападниця українського клубу «Восход» (Стара Маячка).

## Клубна кар'єра
На батьківщині виступала за «Саншайн Квінз».
Навесні 2019 року намагалася перейти у «Восход». За словами головного тренера команди зі Старої Маячки, Сергія Заяєва, перехід гальмувався через «банальну корупцію», українське консульство затягувало з видачею візи для нападниці. Зрештою футболістку вдалося заявити на другу частину сезону 2018/19, проте в складі команди не зіграла жодного офіційного поєдинку. У складі клубу зі Старої Маячки дебютувала 17 серпня 2019 року в переможному (6:2) виїзному поєдинку 5-о туру Вищої ліги проти «Маріупольчанки». Марія вийшла на поле в стартовому складі, на 36-й хвилині відзначилася голом, а на 70-й хвилині її замінила Вікторія Марченко.

## Кар'єра в збірній
Викликалася до дівочої збірної Нігерії WU-17, в складі якої дебютувала 5 вересня 2010 року в переможному (3:2) поєдинку дівочого (WU-17) чемпіонату світу проти одноліток з Північної Кореї. Алуко вийшла на поле в стартовому складі та відіграла увесь матч. На турнірі зіграла 3 матчі (1 — у стартовому складі, ще 2 — з лави для запасних).
Наприкінці серпня 2013 року разом з 39-ма іншими гравчинями отримав виклик від головного тренера жіночої збірної Нігерії Едвіна Окона на товариський матч проти збірної Японії. Проте на футбольне поле у тому матчі так і не вийшла.
Виступала за жіночу молодіжну збірну Нігерії, учасниця молодіжного жіночого чемпіонату світу 2010 року. На турнірі зіграла 1 матч, 9 серпня 2014 року проти Республіки Кореї. Єнтунде вийшла на поле на 57-й хвилині, замінивши Кортні Діке.